# Bernd Kunzmann
Bernd Kunzmann (* 24. März 1952 in Oelsnitz/Erzgeb.) ist ein deutscher Physiker sowie Politiker (SPD) und ehemaliges Mitglied des Sächsischen Landtages.

## Leben
Bernd Kunzmann besuchte die POS in Ortmannsdorf (heute zu Mülsen) sowie die EOS und absolvierte sein Abitur in Zwickau. Anschließend machte er eine Facharbeiterausbildung und war als Elektromonteur im VEB Steinkohlebergwerke „Martin Hoop“ in Zwickau tätig. Zwischen 1970 und 1974 studierte er Physik an der TU Dresden. Von 1974 und 1978 folgten ein Forschungsstudium und wissenschaftliche Assistenz an der Ingenieurshochschule Zittau. Im Jahr 1979 promovierte Kunzmann zum Dr.-Ing. Zwischen 1978 und 1990 war er wissenschaftlicher Mitarbeiter im Zentralinstitut für Kernforschung in Rossendorf. Ab Mai 1990 war er Stellvertreter des Vorsitzenden des Betriebsrates.
Kunzmann ist Mitglied im ÖTV.  Zwischen Januar und April 1990 war er Mitarbeiter in der Arbeitsgruppe Recht der „Gruppe der 20“ in Dresden.
Kunzmann ist verheiratet.

## Politik
Kunzmann war einer der Mitbegründer des Neuen Forums im Bezirk Dresden, für das er sich zwischen Oktober 1989 und Januar 1990 umfangreich engagierte. Der Dresdner Koordinierungsausschuss sandte ihn auf die erste DDR-weite Delegiertenversammlung des Neuen Forums in Berlin, wo er den Programmentwurf der Dresdner Gruppe vertrat. Darüber engagierte er sich in der Gruppe der 20 in Dresden.
Seit März 1990 ist Kunzmann Mitglied der SPD. Außerdem ist er Mitglied des Landesvorstandes Sachsen und der Arbeitsgemeinschaft für Arbeit der SPD. Im Oktober 1990 zog er über die Landesliste der SPD Sachsen in den Sächsischen Landtag ein, dem er für eine Wahlperiode bis 1994 angehörte. Dort war er im Verfassungs- und Rechtsausschuss sowie im Ausschuss für Bundes- und Europaangelegenheiten tätig.
Von 2002 bis 2004 war Kunzmann Leiter des Informationsbüros des Europäischen Parlaments in Prag. 2009 war er für das Europaparlament in Berlin tätig.

## Ehrungen
Am 13. Oktober 2009 erhielt er aus Anlass „20 Jahre Friedliche Revolution“ den Sächsischen Verdienstorden.